# Pool's Cove
Pool's Cove est une localité de Terre-Neuve-et-Labrador au Canada. Elle est située sur la côte nord-ouest de la baie de Fortune sur l'île de Terre-Neuve. Selon le recensement de 2001, elle a une population d'environ 206 habitants.

## Annexe